# لينكولن (مقاطعة يو كلير)
لينكولن، مقاطعة يو كلير (بالإنجليزية: Lincoln, Eau Claire County, Wisconsin)‏ هي بلدة تقع بولاية ويسكونسن في الولايات المتحدة. تبلغ مساحتها 152.1 (كم²)، وترتفع عن سطح البحر 291 م، بلغ عدد سكانها 1096 نسمة في عام 2010 حسب إحصاء مكتب تعداد الولايات المتحدة .

## وصلات خارجية
- The US50 - Cities and Towns in Wisconsin State
- Wisconsin Cities and Towns, Facts, Map, Flag, Colleges, Government, and More